# James Thomas McHugh
James Thomas McHugh (* 3. Januar 1932 in Orange, New Jersey; † 10. Dezember 2000 in Rockville Centre, New York) war ein US-amerikanischer Geistlicher.

## Leben
McHugh wurde in Orange, New Jersey, als Sohn von James T. und Caroline (geb. Scavone) McHugh geboren. Seine frühe Ausbildung erhielt er an der Pfarrschule der St. Venantius Parish und besuchte die Our Lady of the Valley High School in Orange. Er besuchte die Seton Hall University in South Orange und er warb einen Bachelor of Arts in klassischen Sprachen. Anschließend begann er sein Priesterstudium am Immaculate Conception Seminary in Darlington, New Jersey, und erwarb einen Master of Divinity.

### Priester
Am 25. Mai 1957 wurde McHugh in der Cathedral of the Sacred Heart in Newark, New Jersey, zum Priester der Erzdiözese Newark geweiht. Seine erste Aufgabe war die eines Vikars in der Pfarrei Our Lady of Mount Carmel in Newark, danach diente er in der Pfarrei Holy Trinity in Fort Lee (New Jersey) New Jersey.
Zusätzlich zu seinen pastoralen Pflichten absolvierte McHugh von 1963 bis 1965 ein Aufbaustudium der Soziologie an der Fordham University in New York City. Er setzte sein Studium der Soziologie von 1965 bis 1967 an der Catholic University of America in Washington, DC fort. 1965 trat er dem Stab der National Conference of Catholic Bishops bei. Während seiner Amtszeit sorgte er für Kontroversen, als er im Juli 1969 auf den Vorschlag von Präsident Richard Nixon reagierte, die Finanzierung künstlicher Empfängnisverhütungsmittel als Mittel zur Bevölkerungskontrolle staatlich zu finanzieren. McHugh sagte, Nixons Botschaft sei „eine positive und konstruktive Herangehensweise an das Problem“. 1971 wurde er zum päpstlichen Kammerherrn ernannt und 1986 in den Rang eines Ehrenprälaten erhoben.
McHugh war Gastdozent für Theologie am Princeton Theological Seminary (1974), am Immaculate Conception Seminary (1976–1981) und am American College of Louvain in Belgien (1976). 1981 wurde er Direktor des Diözesan-Entwicklungsprogramms für natürliche Familienplanung. Von 1978 bis 1981 studierte er Moraltheologie mit Schwerpunkt Medizinethik an der Päpstlichen Universität St. Thomas von Aquin (Angelicum) in Rom, wo er in Theologie promovierte. Anschließend war er 1982 als Gastdozent an der Päpstlichen Lateranuniversität tätig. Er war 1980 Sonderassistent bei der Weltsynode der Bischöfe zum Thema „Die christliche Familie in der heutigen Welt“ und wurde 1983 in die Delegation der Ständigen Beobachtermission des Heiligen Stuhls bei den Vereinten Nationen berufen. 1986 wurde er zum Bischofsvikar für Pfarr- und Familienleben ernannt.

### Weihbischof
Papst Johannes Paul II. ernannte ihn am 20. November 1987 zum Weihbischof in Newark und Titularbischof von Morosbisdus. Theodore McCarrick weihte ihn am 25. Januar 1988 in der Herz-Jesu-Kathedrale in Newark zum Bischof. Mitkonsekratoren waren Peter Leo Gerety, und Walter William Curtis. Als sein bischöfliches Motto wählte er „Quid retribuam Domino“, was so viel bedeutet wie: „Was soll ich dem Herrn vergelten?“ (Psalm 116,12 ).

### Bischof von Camden
Nach dem Rücktritt von Bischof George Guilfoyle wurde McHugh am 13. Mai 1989 von Johannes Paul II. zum fünften Bischof von Camden ernannt. Seine Amtseinführung fand am 20. Juni 1989 in der Cathedral of the Immaculate Conception statt. Während seiner neunjährigen Amtszeit nahm er eine umfassende Reorganisation der Verwaltungsstruktur der Diözese vor und veranlasste die Verlegung des Diözesansitzes in die Innenstadt von Camden. Im September 1992 leitete er eine Diözesansynode. Er engagierte sich sehr für die Sache der katholischen Bildung und richtete einen 63 Millionen Dollar schweren Stiftungsfonds für katholische Bildung für Schulen und religiöse Bildungsprogramme ein, erstellte einen Fünf-Punkte-Plan zur Wiederbelebung katholischer weiterführender Schulen und leitete eine Basisinitiative zur Unterstützung der Gesetzgebung zur freien Schulwahl in der New Jersey Legislature.
McHugh war ein entschiedener Abtreibungsgegner und führendes Mitglied des Pro-Life-Komitees der National Conference of Bishops. Er galt als „Vater der Pro-Life-Bewegung in Amerika“. Er war Delegierter bei den von den Vereinten Nationen veranstalteten Konferenzen zum Thema Umwelt (1992 in Rio de Janeiro) und Bevölkerung und Entwicklung (1994 in Kairo).

### Bischof von Rockville Centre
McHugh wurde am 7. Dezember 1998 mit Wirkung zum 22. Februar 1999 zum Koadjutorbischof der Diözese Rockville Centre ernannt. Am 4. Januar 2000 trat John Raymond McGann aus Altersgründen als Bischof zurück und McHugh folgte als Diözesanbischof nach.

## Tod
McHugh starb am 10. Dezember 2000 im Alter von 68 Jahren im Rockville Centre, New York.
Im November 2020 identifizierte eine vatikanische Untersuchung im Fall des entlassenen ehemaligen Kardinals Theodore McCarrick McHugh als einen von drei Bischöfen, die „dem Heiligen Stuhl ungenaue und unvollständige Informationen über McCarricks sexuelles Verhalten mit jungen Erwachsenen lieferten“. Diese Befragungen fanden im Vorfeld von McCarricks Ernennung zum Erzbischof von Washington statt.